# Список национальных парков Венгрии
Статья представляет собой список национальных парков Венгрии:
В число главных охраняемых природных достопримечательностей Венгрии входят десять национальных парков и 35 природоохранных зон. Два из десяти национальных парков страны — Хортобадь и Аггтелек включены также в список всемирного культурного наследия ЮНЕСКО.

## Национальные парки
| №   | Название парка                                                     | Дата получения статуса | Информация | Фото |
| 1.  | Хортобадь                                                          | 1972                   | Находится в Альфёльде, к востоку от реки Тиса. Площадь — 820 км². В 1999 году включён в список мирового культурного наследия ЮНЕСКО.                           |      |
| 2.  | Кишкуншаг                                                          | 1975                   | Находится на территории медье Бач-Кишкун. Площадь — 570 км². Объявлен ЮНЕСКО биосферным заповедником.                                                          |      |
| 3.  | Бюкк                                                               | 1976                   | Находится в медье Боршод-Абауй-Земплен. Название происходит от одноимённого горного массива. По времени создания является третьим национальным парком Венгрии. |      |
| 4.  | Аггтелек                                                           | 1985                   | Находится в медье Боршод-Абауй-Земплен. Площадь — 199 км². В 1995 году включён в список Всемирного наследия.                                                   |      |
| 5.  | Фертё-Ханшаг (совместно с Австрией, см. Нойзидлерзее - Зеевинкель) | 1991                   | Находится в медье Дьёр-Мошон-Шопрон, на границе с Австрией. Площадь — 235,88 км². Примыкает к национальному парку Австрии Нойзидлерзее-Зеевинкель.             |      |
| 6.  | Дунай-Драва                                                        | 1996                   | Находится в медье Шомодь, Баранья и Тольна. Площадь — 494,79 км².                                                                                              |      |
| 7.  | Кёрёш-Марош                                                        | 1997                   | Находится на территории медье Бекеш. Площадь — 501.34 км². |      |
| 8.  | Национальный парк Прибалатонской возвышенности                     | 1997                   | Находится на территории медье Зала и Веспрем. Площадь — 570 км².                                                                                               |      |
| 9.  | Дунай-Ипой                                                         | 1997                   | Находится на территории медье Комаром-Эстергом, Пешт и Ноград. Площадь — 603,14 км². По величине является вторым национальным парком Венгрии.                  |      |
| 10. | Эршег                                                              | 2002                   | Находится на территории медье Ваш. Площадь — 440 км². |      |